# Krușevo, Plovdiv
Krușevo (în bulgară Крушево) este un sat în comuna Părvomai, regiunea Plovdiv,  Bulgaria. 

## Demografie
Componența etnică a satului Krușevo
     Bulgari (72,11%)
     Turci (8,23%)
     Romi (3,43%)
     Nicio identificare (16,21%)
La recensământul din 2011, populația satului Krușevo era de 814 locuitori. Din punct de vedere etnic, majoritatea locuitorilor (72,11%) erau bulgari, existând și minorități de turci (8,23%) și romi (3,43%). Pentru 16,21% din locuitori nu este cunoscută apartenența etnică.